# 石振鋆
石振鋆，湖北省黃州府黃梅縣人，清朝政治人物。
光緒十一年（1885年）乙酉科湖北鄉試第一名舉人（解元）。光緒十六年（1890年），参加光緒庚寅科殿試，登進士二甲16名。同年五月，改翰林院庶吉士。

### 書目
- （清）法式善等，《清秘述聞三種》，中華書局，清代史料筆記叢刊，ISBN：ISBN 7101017428。
- 《大清德宗同天崇运大中至正经文纬武仁孝睿智端俭宽勤景皇帝实录》